# Ascogaster chaoi
Ascogaster chaoi är en stekelart som beskrevs av Tang och Marsh 1994. Ascogaster chaoi ingår i släktet Ascogaster och familjen bracksteklar. Inga underarter finns listade.